# The Price of Beauty
The Price of Beauty o como se le conoce en Latinoamérica Jessica Simpson: Una Rubia por el mundo y en MTV y VH1 como Jessica Simpson: El precio de la belleza es el segundo reality show de la cantante, actriz y modelo estadounidense Jessica Simpson. Salió al aire el 15 de marzo de 2010 por la cadena de televisión VH1. La serie incluye viajes a Japón, Tailandia, Francia, Brasil, Uganda, Marruecos y la India, y permitió a Simpson entrevistar a los "musulmanes y los budistas e hindúes sobre cómo se define la belleza".
The Price of Beauty fue nominado a los Teen Choice Awards 2010 en la categoría Choice TV: Reality Show.
Se segunda temporada se espera para inicios de 2011. El programa es transmitido por MTV en Latinoamérica, Europa y China.

## Sinopsis
Todos conocen a Jessica Simpson, y no solo por una cosa. Es una celebridad que siempre se mantuvo en el ojo del público, no solo por sus éxitos musicales, sino también por sus películas, sus realities y su marca de zapatos, bolsos y ropa. Ahora ella sorprende a todos con un nuevo show: “Jessica Simpson: The Price of Beauty”.
Jessica Simpson se embarca en una gira mundial, pero esta vez no tiene nada que ver con la música. Ella, junto a sus dos mejores amigos, Ken Paves y CaCee Cobb, viajarán alrededor del mundo para encontrar “el precio de la belleza”. Esto significa explorar cómo las diferentes culturas definen la belleza y hasta qué punto las mujeres son capaces de llegar para conseguirla.
En esta nueva docu-serie de MTV, Jessica viaja a Tailandia, Japón, Francia, Brasil, Uganda, Marruecos e India y regresa a Los Ángeles. Su objetivo es conocer a las mujeres reales de cada lugar, descubrir su cotidianeidad y señalar sus íconos culturales, para así tratar de entender los distintos conceptos de belleza que existen en el mundo. La cantante y actriz examinará las modas, las dietas y los regímenes de belleza locales, hasta participará en prácticas extremas, todo con el fin de revelar aquello que constituye la belleza en otras culturas.
Acuatualmente se sigue emitiendo para vh1 Latinoamérica todos los miércoles a las 10 p. m..

## Episodios

### 1 Temporada
- Tailandia 15/03/2010
- Francia 22/03/2010
- India 29/03/2010
- Uganda 05/04/2010
- Marruecos 12/04/2010
- Japón 19/04/2010
- Brasil 24/04/2010
- Los Ángeles 03/05/2010

The Price of Beauty tuvo un episodio especial de Navidad el cual se estrenó el jueves 25 de noviembre de 2010 a las 19:00 horas.

### 2 Temporada
Simpson reveló que POB tendrá una segunda temporada, que será mostrada en el 2011. Se reveló en la página oficial de "The Price of Beauty" en el Facebook que Ken y Cacee no acompañarán a Simpson para la segunda temporada.

## Fechas de la Lanzamiento Internacionales
- Argentina en MTV - Miércoles 7 de julio/ 21:00
- Australia en MTV - Jueves 22 de julio/ 21:30
- Chile en MTV - Viernes 9 de julio/ 21:00
- China en MTV - Domingo 11 de julio/ 19:00
- Colombia en MTV - Viernes 9 de julio/ 20:00
- Alemania en MTV - Domingo, 11 de julio
- Italia en MTV - Jueves 8 de julio/ 22:00
- Malasia en MTV - Domingo 11 de julio/ 20:00
- México en MTV - Viernes 9 de julio/ 20:00
- Nueva Zelanda en MTV - Lunes 12 de julio/ 19:30
- Filipinas en MTV - Domingo 11 de julio/ 19:00
- Portugal en MTV - Jueves 8 de julio/ 21:55
- Rusia en MTV - Lunes 12 de julio
- Serbia en MTV - 4 de julio
- Singapur en MTV - Domingo 11 de julio/ 19:00
- Reino Unido en MTV - Domingo 11 de julio/ 22:00
- Venezuela en MTV - Viernes 9 de julio/ 21:30